# Andreas Steinhuber
Andreas Steinhuber, né le 11 novembre 1824 ou 1825 à Uttlau en royaume de Bavière, et décédé le 15 octobre 1907 à Rome, est un prêtre jésuite allemand, théologien, et recteur du séminaire allemand (le Collegio germanico ungarico) de Rome. En 1893 il est créé cardinal par Léon XIII.

## Biographie
Après des études à Passau Andreas Steinhuber arrive à Rome où il suit le cours de philosophie et théologie préparatoire au sacerdoce (1845-1852), tout en résidant au 'Collegio germanico'. Il est ordonné prêtre le 19 avril 1851, à Rome. De retour dans son pays il étudie le droit à Munich et est ensuite le précepteur des fils du duc Maximilien de Bavière, tout en étant vicaire dans une paroisse de Passau (1854-1857).
Le 27 octobre 1857 Steinhuber entre au noviciat de la Compagnie de Jésus, en Autriche. Sa formation spirituelle terminée il enseigne à l’Université d'Innsbruck jusqu’en 1867. Il est alors appelé à Rome par le supérieur général, Pierre Beckx qui le nomme recteur de la résidence des séminaristes allemands à Rome (appelée ‘Collegio germanico'). Il le reste jusqu’en 1880.
Son équanimité proverbiale, alliée à un jugement sûr et une grande compétence théologique font qu’il est appelé à exercer des fonctions au sein de la curie romaine, comme théologien de la Pénitencerie (1873) et conseiller du Saint-Office (1875) et de la Congrégation des affaires extraordinaires (1876).
Directeur spirituel d’abord à l’université grégorienne en 1862, puis au Collegio germanico en 1886 il est fait cardinal in pectore lors du consistoire du 16 janvier 1893 par Léon XIII qui le tient en grande estime. Son élévation au cardinalat est rendue publique le 18 mai 1894.
En 1895 Steinhuber est préfet de la Congrégation des indulgences et Rites et en 1896 préfet de la Congrégation de l'Index, lorsque Léon XIII pensait mettre en chantier une réforme de l’Index. Aucune réforme ne voit le jour. 
Steinhuber participe au conclave de 1903, qui élit Pie X comme successeur de Léon XIII comme évêque de Rome. Quelques années plus tard, et peu avant sa mort, Steinhuber a une notoriété passagère. Il signe la condamnation et mise à l’index de Alfred Loisy, Le Roy, Lucien Laberthonnière, Houtin, Herman Schell et d’autres modernistes. Cela lui vaut une campagne de dénigrement dans la presse allemande, avec demande que l’index soit supprimé.
Andreas Steinhuber meurt le 15 octobre 1907, au ‘Collegio germanico’ que, en simple religieux, il garde toujours comme résidence principale, même après avoir reçu la pourpre cardinalice.

## Écrit
Très attaché au Collegio germanico de Rome, où il passe une grande partie de sa vie, Steinhuber en écrit une histoire exhaustive:
- Geschichte des Collegium Germanicum-Hungaricum in Rom, (2 vol.), Fribourg, 1895 et 1906.